# Stevenia pannonica
Stevenia pannonica is een vliegensoort uit de familie van de afvalviegen (Heleomyzidae). De wetenschappelijke naam van de soort is voor het eerst geldig gepubliceerd in 1919 door Villeneuve.